# Свято-Троицкий собор (Берестечко)
Свято-Троицкий собор — памятник архитектуры в городе Берестечко Волынской области. Одно из крупнейших культовых сооружений Волыни.

## История
Православные христиане Берестечко долгое время хотели построить собственный храм в память о погибших в Берестецкой битве. Проект храма в русско-византийском стиле подготовил известный киевский архитектор Владимир Николаев. Трёхуровневый Троицкий храм должен был стать копией Владимирского собора в Киеве. В 1910 году архиепископ Антоний (Храповицкий) освятил место, на котором началось строительство святыни. Его возглавил местный священник, позже настоятель этого храма — отец Иоанн Никольский. В строительстве собора участвовали все жители города, однако их чаяниям не было суждено сбыться скоро, так как в 1914 году началась Первая мировая война, которая застигла храм в недостроенном состоянии. Оккупационные войска разобрали колонны и пилона собора, а его восточную стену повредил снаряд, из-за чего строительство приостановили на десятилетия.
В 1927 году стараниями настоятеля храма и местных жителей удалось освятить Подземный храм под зданием главной церкви. По проекту архитекторов собор должен был состоять из трёх частей — Подземного храма, Основного и Верхнего. Однако польские власти запретили строить Верхний храм, так как он превышал бы местный католический костёл. Незавершённый собор, имевший лишь подземную и основную часть, был перекрыт куполом на уровне возведённых на тот момент стен. В 1932 году Троицкий собор увенчали крестом.
В советское время здание храма использовалось как склад.
В 1991 в соборе возобновились богослужения. Через несколько лет началась достройка храма, а в 2001 президентом Украины Леонидом Кучмой было выделено 20 млн гривен на реконструкцию собора. Значительная часть этих денег была разворована и лишь часть пошла на храм. Ему достроили крышу, поставили 3 медных купола и позолоченные кресты.
5 февраля 2019 года собор перешёл в ПЦУ. Украинской православной церковью, в юрисдикции которой храм находился до этого, переход был расценен как захват.